# NGC 6512
NGC 6512 ist eine 13,9 mag helle elliptische Galaxie vom Hubble-Typ E/S0 im Sternbild Drache am Nordsternhimmel. Sie ist schätzungsweise 382 Millionen Lichtjahre von der Milchstraße entfernt und hat einen Durchmesser von etwa 55.000 Lichtjahren.
Im selben Himmelsareal befinden sich u. a. die Galaxien NGC 6516 und NGC 6521.
Das Objekt wurde am 27. Oktober 1861 von Heinrich d’Arrest entdeckt.